# Sanctus Ignis
Sanctus Ignis är det franska symfoniska progressiv metal-gruppen Adagios debutalbum som släpptes 2001 av skivbolaget Nothing To Say (i Frankrike) och LMP (i Europa och USA).

## Låtar på albumet
All text skriven av David Readman och all musik skriven av Stéphan Forté der inget annat uppges.
1. "Second Sight" (text: Audrey Bedos) – 6:07
2. "The Inner Road" – 5:46
3. "In Nomine..." – 5:05
4. "The Stringless Violin" – 7:02
5. "Seven Lands of Sin" (text: Stéphan Forté) – 11:42
6. "Order of Enlil" (instrumental) – 4:21
7. "Sanctus Ignis" – 4:09
8. "Panem et Circences" (text: Audrey Bedos) – 4:57
9. "Immigrant Song" (Led Zeppelin-cover, instrumental) – 4:54
10. "Niflheim" (2001 demo, instrumental, bonusspår på europeiska utgåvan) – 2:25

## Medverkande
Musiker (Adagio-medlemmar)
- Stéphan Forté – gitarr
- David Readman – sång
- Richard Andersson – keyboard
- Franck Hermanny – basgitarr
- Dirk Bruinenberg – trummor

Bidragande musiker
- Sabine Härtel – violin

Produktion
- Dennis Ward – producent, ljudtekniker, ljudmix
- Isabel de Amorim – omslagskonst
- Marc Villalonga – foto